# Yusuf Biwott
Yusuf Kibet Biwott (12 november 1986) is een Keniaans atleet, die gespecialiseerd is in de middellange afstand.
Biwott werd in 2006 vierde op de IAAF wereldatletiekfinale op het onderdeel 3000 m

## Persoonlijke records
Outdoor
| Onderdeel           | Prestatie | Datum             | Plaats     |
| ------------------- | --------- | ----------------- | ---------- |
| 1500 m              | 3.34,04   | 18 augustus 2006  | Zürich     |
| 1 Eng. mijl         | 3.58,84   | 17 juni 2009      | Ostrava    |
| 3000 m              | 7.31,68   | 27 mei 2010       | Ostrava    |
| 5000 m              | 12.58,49  | 14 september 2007 | Brussel    |
| 10.000 m            | 28.21,38  | 11 juli 2010      | Brasschaat |
| 3000 m steeplechase | 8.35,51   | 31 juli 2009      | Stockholm  |

Indoor
| Onderdeel | Prestatie | Datum            | Plaats    |
| --------- | --------- | ---------------- | --------- |
| 2000 m    | 4.59,48   | 9 februari 2007  | Aubière   |
| 3000 m    | 7.47,46   | 20 februari 2007 | Stockholm |

## Palmares

### 1500 meter
Golden League-podiumplek
- 2006:  Bislett Games – 3.36,95

### 3000 meter
- 2006: 4e Wereldatletiekfinale - 7.40,03
- 2007: 9e Wereldatletiekfinale - 7.51,28

### Veldlopen
- 2006: 20e WK veldlopen - 11.18